# Champagney, Doubs
Champagney är en kommun i departementet Doubs i regionen Bourgogne-Franche-Comté i östra Frankrike. Kommunen ligger i kantonen Audeux som tillhör arrondissementet Besançon. År 2022 hade Champagney 271 invånare.

## Befolkningsutveckling
Antalet invånare i kommunen Champagney
Referens:INSEE